# ريتشارد س. لامب
ريتشارد س. لامب (بالإنجليزية: Richard C. Lamb) هو عالم فيزياء فلكية أمريكي، ولد في 8 سبتمبر 1933 في ليكسينغتون في الولايات المتحدة، وتوفي في 10 فبراير 2018.